# SV Goldap
Der SV Ostmark Goldap, gegründet im Jahr 1913, war ein kurzlebiger Sportverein im Deutschen Reich mit Sitz in der heute polnischen Kleinstadt Gołdap.

## Geschichte
Aus der Kreisklasse in eine der seinerzeit vier bestehenden zweitklassigen Bezirksklassen unterhalb der Gauliga Ostpreußen zur Saison 1936/37 aufgestiegen, konnte die Mannschaft sich im Bezirk II Gumbinnen mit 18:6 Punkten über den zweiten Platz für die Gauliga Ostpreußen dieser Saison qualifizieren.
In der in zwei Abteilungen zu je vier Mannschaften ausgetragenen Gauliga, deren Sieger in Hin- und Rückspiel den Gaumeister ermitteln, belegte die Mannschaft in der Abteilung B – ohne Punktgewinn – den letzten Platz. Die Folgesaison beendete die Mannschaft mit 8:16 Punkten und dem letzten Platz im Bezirk II bereits vorzeitig.
Durch den damit verbundenen Abstieg, spielte die Mannschaft in der Saison 1938/39 in der Staffel Masuren, eine von sechs Staffeln in der zweitklassigen Bezirksklasse Ostpreußen; die Staffel wurde als Viertplatzierter mit 9:11 Punkten beendet. Ab da ist über die Geschichte bzw. den weiteren Verlauf des Vereins nichts bekannt.
Mit der Eroberung Ostpreußens durch die Rote Armee, die der Schlacht um Ostpreußen folgte, der Besetzung und mit der spätestens ab 2. August 1945 einhergehenden Gestellung unter polnische Verwaltung, wurden alle deutschen Vereine und Einrichtungen zwangsweise aufgelöst.
Mit dem am Sonntag, den 16. Juni 1946, ausgetragenen Spiel von Olecko Guard und Gołdap Guard, zwei von in Olecko und Gołdap stationierten Soldaten gebildeten Mannschaften, das letztere mit 1:0 gewann, hielt der Fußballsport wieder Einzug in den Ort. Im Mai 1957 wurde der Verein Cresovia Gołdap gegründet, der seinen Namen bis zum Jahr 1975 innehatte und sich fortan den Namen Rominta Gołdap gab, in Anlehnung an die nordöstlich gelegene Rominter Heide. Der Verein ist in der Saison 2021/22 in der sechstklassigen Klasa okręgowa vertreten.